# Landesregierung Gröger
Die Landesregierung Gröger bildete die Kärntner Landesregierung in der 12. Gesetzgebungsperiode unter Landeshauptmann Florian Gröger. Die Regierung folgte der Landesregierung Lemisch I nach und amtierte von der Angelobung der Regierung am 22. Juli 1921 bis zur Wahl der Landesregierung Schumy am 6. November 1923.
Die Sozialdemokratische Arbeiterpartei Deutschösterreichs (SDAPDÖ) hatte bei der Landtagswahl 1921 die relative Mehrheit erreicht und stellte drei der fünf Landesräte sowie den Landeshauptmann. Der Kärntner Bauernbund (SBB, seinerzeit dann zum Landbund) entsandte den 1. Landeshauptmann-Stellvertreter und einen Landesrat, die Christlichsoziale Partei den 2. Landeshauptmann-Stellvertreter und die Großdeutschen Volkspartei (GDVP) einen Landesrat.

## Entwicklung
Das Ergebnis der Landtagswahl 1921 brachte eine Pattstellung im Landtag und damit eine schwierige Regierungsbildung. Die Sozialdemokraten hatten mit 19 von 42 Abgeordneten die absolute Mehrheit knapp verfehlt und konnten unter den „bürgerlichen“ Parteien (CS mit 8 Abgeordneten, KWG mit 9 Abgeordneten, GDVP mit 4 Abgeordneten) keinen Partner finden. Diese wiederum verständigten sich untereinander schnell auf einen gemeinsamen Landtagsklub, der jedoch auch keine absolute Mehrheit repräsentierte. Eine Zusammenarbeit mit der Partei der Kärntner Slowenen (2 Abgeordnete) war vor dem Hintergrund des gerade erst mit der Kärntner Volksabstimmung beendeten Kärntner Abwehrkampfes für alle Parteien ausgeschlossen. Letztlich einigte man sich darauf, dass der Sozialdemokrat Florian Gröger zum Landeshauptmann werden sollte. Ihm wurden jedoch Vinzenz Schumy (KBB) und Sylvester Leer (CS) zur Seite gestellt. Gröger hatte die Auflage, Entscheidungen nur im Konsens mit den beiden zu treffen, was sein Amt unterminierte und großes Konfliktpotential mit sich brachte. Die Landesregierung Gröger hielt folglich nur von  22. Juli 1921 bis zum Jahre 1923.
Entsprechend der schwierigen Ausgangslage erhielt Florian Gröger bei der Wahl zum Landeshauptmann nur 20 von 41 abgegebenen Stimmen, wobei 20 Stimmzettel leer geblieben waren. Vinzenz Schumy wurde mit 13 von 42 abgegebenen Stimmen zum Ersten Landeshauptmann-Stellvertreter gewählt. Bei der Wahl Schumys waren 29 Stimmzettel leer geblieben. Bei der Wahl zum Zweiten Landeshauptmann-Stellvertreter konnte Silvester Leer 10 von 41 abgegebenen Stimmen auf sich vereinigen. 31 Stimmzettel blieben bei dieser Wahl leer. Bei der Wahl der Landesräte erhielten alle Kandidaten 41 von 41 abgegebenen Stimmen.
Das Einstimmigkeitsprinzip in der Landesregierung erschwerte die Regierungsarbeit sehr. Nach der geringen Wahlbeteiligung von nur 69,67 % nahm die Diskussion um ein neues Wahlrecht breiten Raum ein. Die bürgerlichen Parteien forcierten die Einführung einer Wahlpflicht, die Sozialdemokraten sahen darin ein Druckmittel zur indirekten Beeinflussung der Wähler durch Vorgesetzte. Nach turbulenten Sitzungen und mehreren Blockaden des Landtages stellte Ferdinand Kernmaier am 30. Juli 1923 den erfolgreichen Antrag auf Auflösung des Landtages und zur Abhaltung von Wahlen parallel mit der Nationalratswahl in Österreich 1923. Die Frage nach einer Wahlpflicht war ungelöst geblieben.

## Regierungsmitglieder
| Amt                               | Name               | Partei | Referate |
| --------------------------------- | ------------------ | ------ | -------- |
| Landeshauptmann                   | Florian Gröger     | SDAPDÖ |          |
| 1. Landeshauptmann-Stellvertreter | Vinzenz Schumy     | KBB    |          |
| 2. Landeshauptmann-Stellvertreter | Silvester Leer     | CS     |          |
| Landesrat                         | Fritz Dörflinger   | GDVP   |          |
| Landesrat                         | Hans Lagger        | SDAPDÖ |          |
| Landesrat                         | Arthur Lemisch     | KBB    |          |
| Landesrat                         | August Neutzler    | SDAPDÖ |          |
| Landesrat                         | Matthias Zeinitzer | SDAPDÖ |          |